# Lê Minh Hoan
Lê Minh Hoan (sinh ngày 19 tháng 1 năm 1961) là một chính khách Việt Nam. Ông hiện là Ủy viên Ban Chấp hành Trung ương Đảng khóa XIII, Ủy viên Ban Thường vụ Đảng ủy Quốc hội, Phó Chủ tịch Quốc hội Việt Nam.
Trước đó, ông từng là Bộ trưởng Bộ Nông nghiệp và Phát triển nông thôn, đại biểu Quốc hội Việt Nam khóa XIII, XIV, XV thuộc đoàn đại biểu Đồng Tháp. Ông còn là một nhà báo chuyên viết về nông nghiệp với bút danh "Xích Lô".

## Lí lịch
Ông Lê Minh Hoan sinh năm 1961 tại xã Mỹ Trà, Cao Lãnh, tỉnh Đồng Tháp 
Ông là đại biểu Quốc hội Việt Nam các khóa XI, XIII, XIV, XV.
Vợ ông là bà Huỳnh Thị Quỳnh Hoa, hiện là Luật sư và đang giữ chức Chủ nhiệm Đoàn Luật sư tỉnh Đồng Tháp.

## Sự nghiệp

### Tỉnh Đồng Tháp

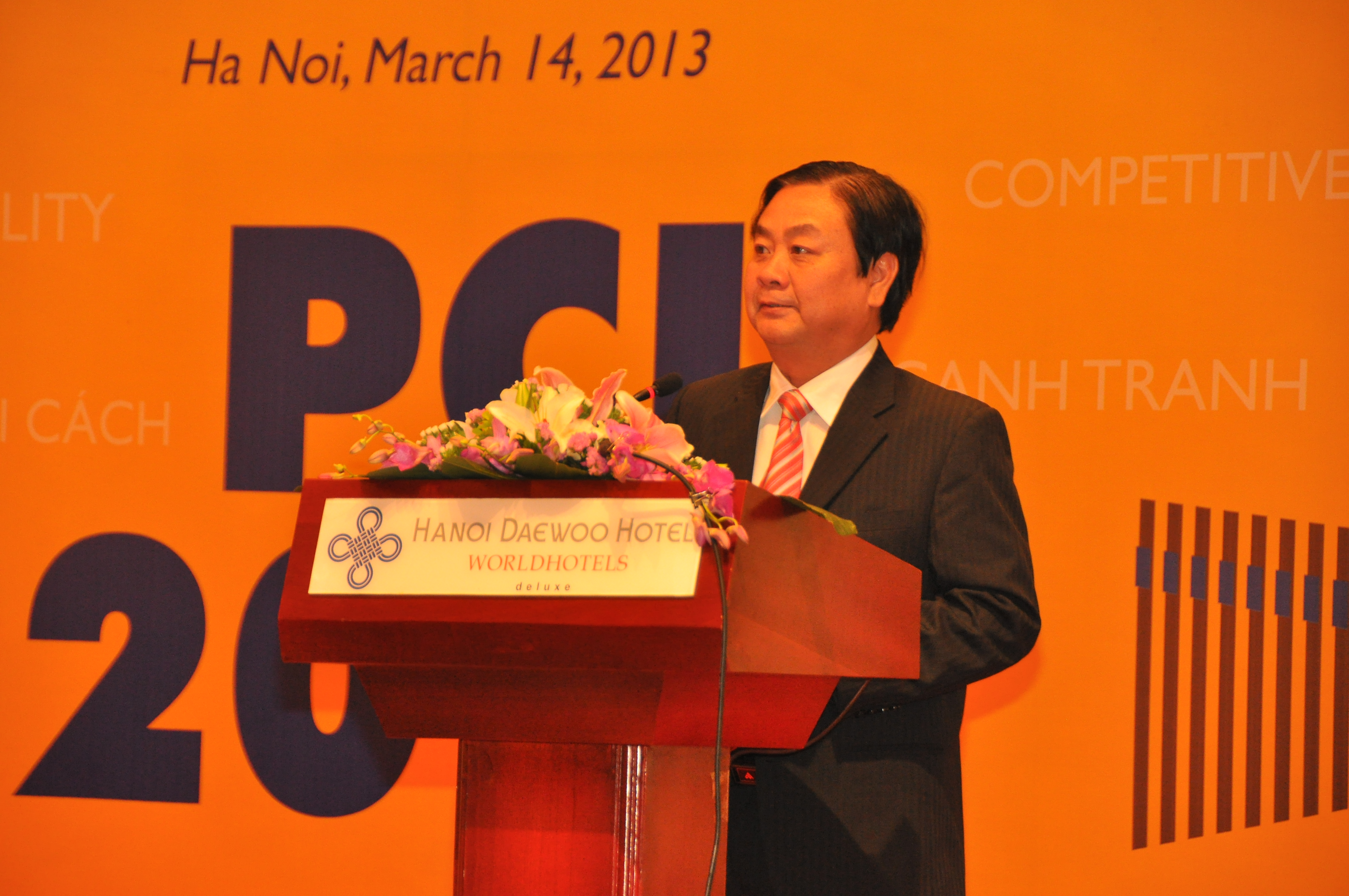
Lê Minh Hoan năm 2013

Ông đã từng đảm nhận các chức vụ: Phó Giám đốc Sở Xây dựng, Giám đốc Sở Xây dựng tỉnh Đồng Tháp; Phó Chủ tịch Ủy ban nhân dân tỉnh Đồng Tháp; Bí thư Thành ủy Cao Lãnh, tỉnh Đồng Tháp; Phó Bí thư Tỉnh ủy, Chủ tịch UBND tỉnh Đồng Tháp
Ngày 28 tháng 4 năm 2014, Ban Chấp hành Đảng bộ tỉnh Đồng Tháp họp bất thường, bầu ông Lê Minh Hoan - Phó Bí thư Tỉnh ủy, Chủ tịch UBND tỉnh Đồng Tháp - giữ chức Bí thư Tỉnh ủy nhiệm kỳ 2010-2015  thay thế người tiền nhiệm là ông Lê Vĩnh Tân được Bộ Chính trị điều động giữ chức Phó Trưởng Ban Kinh tế Trung ương.
Ngày 23 tháng 10 năm 2015 tại Đại hội Đảng bộ tỉnh Đồng Tháp lần thứ X nhiệm kỳ 2015-2020 ông tái đắc cử bí thư Tỉnh ủy Đồng Tháp.
Ngày 29 tháng 12 năm 2015, HĐND tỉnh Đồng Tháp khóa VIII họp bất thường, bầu ông giữ chức Chủ tịch Hội đồng Nhân dân tỉnh, đạt 51/52 phiếu tín nhiệm.
Tháng 1 năm 2016 tại Đại hội XII của Đảng được bầu vào Ban Chấp hành Trung ương Đảng Cộng sản Việt Nam khóa XII.

### Bộ Nông nghiệp và Phát triển nông thôn
Ngày 21 tháng 9 năm 2020, theo quyết định 1433/QĐ-TTg của Thủ tướng, ông được điều động, bổ nhiệm giữ chức Thứ trưởng Bộ Nông nghiệp và phát triển nông thôn.
Ngày 30 tháng 1 năm 2021, tại Đại hội đại biểu toàn quốc lần thứ 13 của Đảng Cộng sản Việt Nam, ông được bầu làm ủy viên Ban Chấp hành Trung ương Đảng Cộng sản Việt Nam khóa 13 nhiệm kì 2021-2026.
Sáng ngày 8 tháng 4 năm 2021, tại kỳ họp thứ 11 ông được Quốc hội Việt Nam khóa XIV bầu làm Bộ trưởng Bộ Nông nghiệp và Phát triển nông thôn nhiệm kỳ 2016 - 2021 theo đề nghị của tân Thủ tướng Phạm Minh Chính thay cho ông Nguyễn Xuân Cường.
Ngày 23 tháng 5 năm 2021, ông được bầu làm đại biểu quốc hội Việt Nam khóa XV nhiệm kì 2021-2026, thuộc đoàn đại biểu quốc hội tỉnh Đồng Tháp.
Ngày 28 tháng 7 năm 2021, tại kỳ họp thứ nhất ông được Quốc hội Việt Nam khóa XV bầu làm Bộ trưởng Bộ Nông nghiệp và Phát triển nông thôn nhiệm kỳ 2021 - 2026 theo đề nghị của tân Thủ tướng Phạm Minh Chính.

### Quốc hội Việt Nam
Ngày 10 tháng 2 năm 2025, tại Nhà Quốc hội, Ban Chấp hành Đảng bộ Quốc hội nhiệm kỳ 2020 – 2025 tổ chức Hội nghị lần thứ nhất. Hội nghị đã công bố Quyết định của Bộ Chính trị về việc chỉ định ông tham gia Ban Chấp hành, Ban Thường vụ Đảng ủy Quốc hội nhiệm kỳ 2020 – 2025.
Ngày 18 tháng 2 năm 2025, Quốc hội đã tiến hành kiện toàn tổ chức bộ máy Quốc hội khóa XV theo thẩm quyền. Theo đó, với đa số tán thành, Quốc hội đã thông qua nghị quyết về việc bầu ông Vũ Hồng Thanh, chủ nhiệm Ủy ban Kinh tế và ông Lê Minh Hoan, nguyên bộ trưởng Bộ Nông nghiệp và Phát triển nông thôn giữ chức Phó Chủ tịch Quốc hội khóa XV.
Đối với nghị quyết bầu Phó chủ tịch Quốc hội khóa XV, có 461 đại biểu tham gia biểu quyết (bằng 96.44% tổng số đại biểu Quốc hội); có 461 đại biểu tán thành (bằng 96.44% tổng số đại biểu Quốc hội).